# ダニエル・J・ブーアスティン
ダニエル・ジョセフ・ブーアスティン（Daniel Joseph Boorstin、1914年10月1日 - 2004年2月28日）は、アメリカ合衆国の作家、学者、歴史家。

## プロフィール
アメリカ南部のジョージア州アトランタのユダヤ人の法律家の家庭に生まれ、ハーヴァード大学を卒業後、ローズ奨学生としてオックスフォード大学で学び、イェール大学で博士号を取得した。その後シカゴ大学の教授を25年に渡り務め、他にもスミソニアン博物館の国立アメリカ歴史博物館の館長や、アメリカ議会図書館長などの要職を兼任した。
大量消費社会の弊害を指摘した「Democracy and Its Discontents: Reflections on Everyday America（邦題：「過剰化社会―豊かさへの不満」）」
や、マスコミや広告業界の欺瞞を鋭く指摘した「The Image: A Guide to Pseudo-events in America（邦題：「幻影の時代―マスコミが製造する事実」）」など生涯で20作以上に渡る著書を書きあげ、そのいくつかはベストセラーとなった。1974年には「The Americans: The Democratic Experience」でピューリッツアー賞を受賞した。
2004年に死去した。

## 議会図書館における影響
ジョン・Y・コールは、アメリカ古書協会の機関誌American Antiquarianに書いたブーアスティンの死亡記事で、「米国議会図書館(LOC)に新しい知的エネルギーをもたらし、一般の人々、学者、そして新しい構成員に開放した」と評価した。
- 1976年、ブーアスティンは記者会見を開き、1865年に暗殺されたリンカーン大統領のポケットの中身を発見したと発表した。これらの遺物を一般公開し、図書館のあるジェファーソンビルディングにおけるLOC常設展「アメリカの宝(American Treasures)」展を訪れる観光客に最も人気のあるアトラクションになった。
- 彼は1976年に米国民俗センター(American Folklife Center)を設立し、1977年にはLOCにセンター・フォー・ザ・ブックの設立に尽力した。
- 1979年、LOCとジョン・F・ケネディ・センターは、ケネディ センターに舞台芸術図書館(Performing Arts Library)を開設した。
- 1980年、LOCと学問の世界との間の新しいリンクである、The Scholars Councilを設立した。LOC在職中のもう1つの主要な出来事は、1980年から1982年にかけてのLOCのジェームズ・マディソン記念館の建設である。彼は、1983年にマディソン館にMary Pickford Theaterを開くための個人的な寄付を獲得した。このシアターは、LOCの大規模な映画コレクションに対する一般の認識を高めることを目的とした。
- 1984年、ブーアスティンと議事堂建築監ジョージ・ホワイトは協力して、LOCの2つの古い建造物、ジェファーソン館 (1897年) とアダムズ館 (1939年) の建物の修復に8,150万ドルを割り当てるよう議会を説得した。
- 1986年、彼は議会に出向き、LOCの予算を大幅に削減する法案に反対した。この嘆願により、提案された予算削減を実質的に元に戻すこととなった。その結果はまた、彼は「知的なポール・リビア」と呼ばれた。在職中、連邦予算は1億1,600万ドルから2億5,000万ドル以上に増加しており、彼には非常に説得力があることを全面的に証明した。

## 主な著書（訳書）
- 「The Image: A Guide to Pseudo-events in America」1962年
  - 『幻影の時代―マスコミが製造する事実』 星野郁美・後藤和彦訳、東京創元社
- 「The Decline of Radicalism: Reflections of America Today」 1969年
  - 『現代アメリカ社会―コミュニティの経験』橋本富郎訳、世界思想社
- 「Democracy and Its Discontents: Reflections on Everyday America」1974年
  - 『過剰化社会―豊かさへの不満』 後藤和彦訳、東京創元社
- 「The Discoverers： A History of Man's Search to Know His World and Himself」1983年。百科全書的ノンフィクション
  - 『大発見　未知に挑んだ人間の歴史』 鈴木主税・野中邦子訳、集英社、1988年
    - 改訂版 『大発見』 集英社文庫 全5巻、1991年
- 「Hidden History」1991年。アメリカ通史
  - 『アメリカ人が知らなかったアメリカ』 高橋健次訳、集英社（全2巻）、1991-92年
- 「The Creators: A History of Heroes of the Imagination」 1992年。人物通史
  - 『創造者たち 上　神話世界と人間の世界』 集英社、2002年
  - 『創造者たち 下　芸術の誕生』 立原宏要・伊藤紀子訳
- 「Cleopatra's Nose: Essays on the Unexpected 」1994年。エッセイ集
  - 『クレオパトラの鼻』松浦俊輔ほか訳、青土社、1997年

- 『技術社会の未来　予測不能の時代に向けて』伊東俊太郎訳、サイマル出版会。「The American future」。来日時の講演

## 授賞
- バンクロフト賞（コロンビア大学）・1959年　The Americans: The Colonial Experience (1958)
- ピューリッツアー賞（歴史部門）・1974年　『アメリカ人: 民主主義の経験』 (1973)
- 勲一等瑞宝章・1986年
- フランシス・パークマン賞　1966年 The Americans: The National Experience (1965)
- アカデミー・オブ・アチーブメント ゴールデンプレート賞　1986年
- アメリカ芸術科学アカデミー　メンバー
- アメリカ哲学協会　メンバー